# 한국대중음악상
한국대중음악상(韓國大衆音樂賞 / Korean Music Awards)은 한국대중음악상 선정위원회가 주최하는 대한민국의 음악상이다. 비평가들과 음악인이 오직 음악성으로만 선정하여 상을 수여하는 권위있는 시상식으로 많은 존경을 받고 있는 음악상이다. 중계는 하지 않는다.
제1회 한국대중음악상을 시작으로 2004년부터 수여되기 시작했으며, 세계적으로 권위있는 여러 시상식들과 같이 음악 비평가들이 선정하여 상을 수여한다. 방송사 주도의 연말 가수상 및 인기,음반 판매량만으로 수여하는 상업적이고 천편일률적인 시상식이 음악인으로서의 가수를 평가하지 못하고 있다는 반성에서 출발하여, 음악성을 기준으로 하는 권위있는 음악상을 만들자는 취지로 만들어진 상이다.
대중 음악 평론가, 대중 음악 기자, 음악 전문 방송, 라디오 피디 등이 수상자 선정에 참여해오고 있으며, 상업성보다 “음악성”이라는 기준을 가지고 주류와 비주류를 구분하지 않고 공평하게 심사를 하는 음악상으로 평가받고 있으며, 음악인들에게 어느 상보다 큰 존경을 받고있는 상이다. 또한 성소수자들과 성폭력피해 여성들 등에 대해 크게 지지하고, 성폭력, 성소수자혐오, 성차별을 반대하며, 이로 인한 혐오범죄도 반대한다.
남자 수상자의 데이트 폭력으로 인해 성명을 발표한 적이 있다. 음악계의 성차별과 성소수자혐오에 대한 분명한 문제의식을 가지고 있고, 이에 대해 어떤형태의 폭력도 용납할 수 없다고 밝혔다. 또 어떤 폭력도 발붙일 수 없도록 음악인들과 연대해 노력할 것이며, 사건의 피해자를 비롯한 성차별과 성소수자혐오, 성폭력 피해자들에게 깊은 연대와 지지를 표명해 많은 사람들이 지지하였다.
2009년 제6회 시상식 직전에, 문화체육관광부의 갑작스런 후원 철회 결정으로 인해 한차례 연기 및 장소 변경 등 시상식 운영의 어려움을 겪었다.

## 선정 대상

### 시상식의 기준연도
한국대중음악상은 전해 12월 1일부터 당해 11월 30일까지 국내에서 발표된 작품만을 기준연도의 심사대상으로 한정한다. 재발매 작품은 대상이 될 수 없지만, 과거에 제작되었다고 하더라도 기준연도에 최초 발표된 작품의 경우는 유효하다. 시상식은 기준연도의 이듬해 2월 셋째 주에서 넷째 주 사이에 갖는 것을 원칙으로 한다. 단, 불가피한 상황이 발생할 시에는 3월 셋째 주 이전까지 개최하는 조건으로 일정을 조정할 수 있다.

### 작품의 발표 형태
상업적 목적으로 국내에서 공식 발표된 작품(싱글/EP(미니 앨범)/앨범)을 대상으로 하며, 피지컬(음반)과 디지털(음원)을 차별하지 않는다. 자비로 제작된 순수 독립 창작물은 원칙적인 면에서 배제의 대상이 아니지만, 반드시 공식적으로 판매되고 유통된 것이어야 한다.

### 음반의 조건
시상기준으로서의 음반은 앨범의 개념이며 싱글과 구분한다. 즉, 모든 음반 관련 부문(종합부문의 ‘올해의 음반’과 장르 각 부문의 ‘최우수 음반’)은 EP(미니앨범)와 앨범만을 대상으로 삼는다. 음반의 최소 구성 요건은 다섯 곡 이상을 수록하거나 30분 이상의 연주시간을 담아야 한다는 조건에 부합하여야 한다. 참고로, 여기서 곡이라 함은 트랙과 다른 개념이다. 동일한 곡의 다른 버전(리믹스/연주곡/어쿠스틱 혹은 일렉트릭/가라오케 버전 등) 트랙은 별개의 곡으로 간주하지 않는다. 더불어 모든 음반은 수록곡의 과반, 연주시간의 과반이 새롭게 제작된 작품이어야 한다. 따라서 히트곡모음집을 위시한 각종 편집앨범은 배제의 대상으로 간주하는 것이 일반적이지만, 상기의 조건을 만족시키는 경우에 한하여 선정위원회가 후보자격의 가부에 대한 판단을 내린다.

### 노래의 조건
시상기준으로서의 노래는 곡의 개념이며 싱글과 구분한다. 그러므로 노래 관련 부문(종합부문의 ‘올해의 노래’와 장르부문의 ‘최우수 노래’)은 싱글과 앨범 트랙 모두를 고려 대상으로 한다. 싱글 발매 여부와 관계없이 개별적인 곡 단위로 판단하여 앨범 트랙에도 후보자격을 부여할 수 있다. 더불어 샘플링의 사용은 기본적으로 무방하다고 할 수 있으나, 샘플로 사용한 음악 혹은 음원이 노래 전체의 특징을 규정짓는 결정적 요소로 사용된 경우에 대해서는 선정위원회가 후보자격의 가부에 대한 판단을 내린다.

### 커버 혹은 리메이크 작품의 조건
기존 발표작을 커버 혹은 리메이크한 노래와 그런 노래들로 구성된 커버 혹은 리메이크 음반은 원천적인 배제의 대상이 아니지만, 반드시 기준연도에 새롭게 제작되었거나 제작 후 처음 발표되는 것이어야 한다.

### 창작자의 조건
창작주체가 한국인이어야 한다. 외국 국적 소지자의 경우 문화적 배경과 활동 기반을 고려하여 선정위원회가 자격 여부를 결정한다.

## 선정 기준
한국대중음악상의 최종후보와 수상자 선정은 한국대중음악상 선정위원회의 선정위원 투표를 통해 결정한다.

### 선정위원회 구성
선정위원회는 대중음악과 관련한 분야에서 현역으로 활동하고 있는 전문가(평론가, 작가, 방송 프로듀서, 온/오프라인을 망라한 신문 및 잡지 기자, 연구자) 등으로 매 기준연도마다 최소 40인 이상으로 구성한다. 음악산업의 직접적인 이해당사자(제작자, 가수, 연주자 등)는 참여할 수 없다.

### 후보작 선정
선정위원회는 특별부문과 네티즌선정부문을 제외한 나머지 세부부문별로 3차에 걸친 심사를 통하여 최종후보를 선정한다. 최종후보는 다섯 명/팀을 기준으로 하되, 선정위원회의 판단에 따라 한 명/팀을 추가 혹은 누락할 수 있다.

#### 1차 심사
1차 심사는 전문심사분과에 의한 장르부문 세부부문별 예비후보 확정 절차로 규정한다. 전문심사분과 위원들이 투표를 통해 해당 장르부문의 세부부문별로 최종후보자의 배수 안팎으로 예비후보자를 확정하여 선정위원회에 추천한다.

#### 2차 심사
2차 심사는 선정위원회 전체투표를 통한 장르부문 세부부문별 최종후보 확정 절차로 규정한다. 2차 심사에서는 전체 선정위원들이 1차 심사에서 확정된 예비후보자들을 대상으로 장르부문 세부부문별로 투표를 실시하고, 그 집계 결과를 선정위원회 전체회의에 부쳐 심사한 후 확정한다.

#### 3차 심사
3차 심사는 선정위원회 전체투표를 통한 종합부문 세부부문별 최종후보 확정 절차로 규정한다. 3차 심사에서는 전체 선정위원들이 2차 심사에서 확정된 장르부문 세부부문별 최종후보들만을 대상으로 종합부문 세부부문별 투표를 실시하고, 그 집계 결과를 선정위원회 전체회의에 부쳐 심사한 후 확정한다. 단, ‘올해의 신인’ 부문은 세부부문별 최종후보들만을 대상으로 한다는 전제조건에 예외를 인정할 수 있다. 더불어 3차 심사에서는 자유토론을 통해 특별분야 ‘공로상’ 부문의 후보자를 추천 받고 그로부터 수상자를 선정한다.

#### 후보작 발표
3차의 심사를 거쳐 확정된 후보자 명단은 한글표기순으로 작성하여 발표한다. 더불어 그 후보자들은 네티즌선정분야 세부부문 후보들로 지정된다.

### 수상작 선정
최종 심사는 선정위원회 전체투표를 통한 전부문의 수상자 확정 절차로 규정한다. 최종 심사에서는 전체 선정위원들이 이전 심사에서 확정된 세부부문별 부문별 최종후보들을 대상으로 투표를 실시하고, 그 집계 결과를 선정위원회 전체회의에 부쳐 심사한 후 확정한다. 최종 심사 투표 결과 동점자가 발생했을 경우, 선정위원회의 토론 심사를 거쳐 수상자를 결정하며 선정위원회의 합의에 따라 2명/팀의 한도에서 공동수상을 승인할 수 있다. 더불어 최종심사에서는 자유토론을 통해 특별분야 ‘선정위원회 특별상’ 부문 후보자를 추천 받고 그로부터 수상자를 선정하며, 온라인 투표를 통해 결정된 네티즌선정분야의 결과를 수렴한다.

## 선정위원회
아래는 2016년 제13회 시상식 선정위원회 보관됨 2016-02-03 - 웨이백 머신 명단이다.

### 선정위원장
- 김창남(성공회대 교수)

### 선정위원
- 헤비니스 부문
  - 고종석(한국대중음악 박물관 사무국장/대중음악평론가)
  - 김봉환(벅스 컨텐츠기획)
  - 김성대(음악취향Y 필진/음악평론가)
  - 김성환(음악칼럼니스트)
  - 김학선(웹진 [보다] 편집장)
  - 나도원(음악평론가)
  - 박병운(음악취향Y 필진)
  - 서정민갑(대중음악의견가)
  - 성우진(대중음악평론가)
  - 송명하(파라노이드 보관됨 2016-01-28 - 웨이백 머신 편집장)
  - 이경준(대중음악평론가)
  - 정진영(헤럴드경제 기자)
  - 조일동(음악취향Y편집장)
  - 한명륜(대중음악평론가)
  - 홍지민(서울신문 기자)
- 록 - 모던록 부문
  - 고종석(한국대중음악 박물관 사무국장/대중음악평론가)
  - 공태희(OBS경인TV 제작 1팀장)
  - 권범준(대중음악평론가)
  - 김봉환(벅스 컨텐츠기획)
  - 김성대(음악취향Y 필진/음악평론가)
  - 김원석(대중음악필자)
  - 김작가(대중음악평론가)
  - 김학선(웹진 [보다] 편집장)
  - 김홍범(KBS 라디오 PD)
  - 나도원(음악평론가)
  - 박은석(대중음악평론가)
  - 박준흠(서울종합예술학교 교수 / 대중음악SOUND 연구소장)
  - 박현준(경인방송 PDJ)
  - 배순탁(대중음악평론가)
  - 서병석(CBS 라디오 PD
  - 송명하(파라노이드 보관됨 2016-01-28 - 웨이백 머신 편집장)
  - 이경준(대중음악평론가)
  - 이대희(프레시안 기자)
  - 이민희(음악칼럼니스트)
  - 이용우(웹진 weiv 에디터)
  - 이현기(네이버뮤직 차장)
  - 임희윤(동아일보 기자)
  - 정구원(웹진 weiv 에디터)
  - 정진영(헤럴드경제 기자)
  - 최규성(대중문화평론가)
  - 최지호(음악취향Y 필진)
  - 한명륜(대중음악평론가)
  - 홍지민(서울신문 기자)
- 팝 - 댄스 & 일렉트로닉 부문
  - 김성환(음악칼럼니스트)
  - 김영대(음악평론가)
  - 김윤하(대중음악평론가)
  - 민일홍(KBS 라디오 PD)
  - 서정민(한겨레신문 기자)
  - 신현준(성공회대학교 교수)
  - 안병진(경인방송 라디오 PD)
  - 유정훈(온라인샵 뮤직랜드 컨텐츠 팀장)
  - 윤호준(음악취향Y 필자)
  - 이종민(대중음악 칼럼니스트)
  - 이혜진(EBS 스페이스 공감 PD)
  - 정원석(음악평론가)
  - 조원희(대중음악평론가)
  - 최민우(대중음악평론가)
  - 최지선(대중음악평론가)
  - 현지운(음악평론가)
- 포크 부문
  - 고종석(한국대중음악 박물관 사무국장/대중음악평론가)
  - 권오성(대구 MBC 음악감독/DJ)
  - 김성환(음악칼럼니스트)
  - 박정용(벨로주 대표)
  - 서정민갑(대중음악의견가)
  - 윤호준(음악취향Y 필자)
  - 이경준(대중음악평론가)
  - 이태훈(대중음악평론가)
  - 정원석(음악평론가)
  - 최규성(대중문화평론가)
  - 최지호(음악취향Y 필진)
- 랩 & 힙합 - 알앤비 & 소울 부문
  - 강일권(웹진 리드머 편집장)
  - 김봉현(대중음악평론가)
  - 남성훈(흑인음악칼럼니스트)
  - 문정호(대중음악평론가)
  - 박준우(웹진 아이돌로지 에디터)
  - 이광훈(Radio KISS 편성 제작 팀장)
  - 이규탁(가톨릭대학교 한류대학원 강사)
  - 이병주(웹진 리드머 필진)
  - 한동윤(대중음악평론가)
- 재즈 & 크로스오버 부문
  - 권석정(피키캐스트 뮤직팀장)
  - 권오성(대구MBC 음악감독 / DJ)
  - 김광현(재즈피플 편집장)
  - 김현준(재즈비평가)
  - 민정홍(EBS 편성기획부 PD)
  - 박애경(대중음악평론가)
  - 박정용(벨로주 대표)
  - 서정민갑(대중음악의견가)
  - 안민용(재즈피플 기자)
  - 이태훈(대중음악 웹진 100비트 필진, 대중음악평론가)
  - 조일동(음악취향Y편집장)
  - 최규용(Radio KISS PD / 재즈 칼럼니스트)
  - 최성욱(웹진 weiv 에디터)

## 역대 수상작

### 2004년 1회
| - 올해의 음반: 더더 - The The Band - 올해의 노래: 러브홀릭 - "Loveholic" - 올해의 가수 - 남자솔로: 휘성 - 여자솔로: 이상은 - 그룹: 빅마마 - 올해의 신인: 정재일 - 공로상: 이정선 - 선정위원회 특별상: 아소토 유니온, 전경옥 - 올해의 레이블: 플럭서스 뮤직 | - 최우수 록: 코코어 - 최우수 힙합: 데프콘 - 최우수 알앤비&소울: 윤건 - 최우수 재즈&크로스오버: 나윤선 - 올해의 영화TV음악 :《스캔들: 조선남녀상열지사 OST》 |

### 2005년 2회
| - 올해의 음반: 마이앤트메리 - JUST POP - 올해의 노래: 조PD -〈친구여〉 - 올해의 가수 - 남자솔로: 이승철 - 여자솔로: 이소라 - 그룹: 클래지콰이 - 올해의 신인: 못 - 올해의 연주: 모그 - 공로상: 한대수 - 선정위원회 특별상: 이기용 - 올해의 레이블: 카바레 사운드, JNH | - 최우수 모던록: 마이앤트매리 - JUST POP - 최우수 록: 바세린 - Blood of Immortality - 최우수 힙합: 바비 킴 - Beats within My Soul - 최우수 알앤비&소울: 거미 - It's Different - 최우수 팝: 클래지콰이 - Instant Pig - 최우수 재즈&크로스오버: 전제덕 -《우리 젊은 날》 - 올해의 영화TV음악: 《아일랜드 OST》 |

### 2006년 3회
| - 올해의 음반: 두번째 달 -《두번째 달》 - 올해의 노래: 윤도현 -〈사랑했나봐〉 - 올해의 가수 - 남자솔로: 조규찬 - 여자솔로: 이상은 - 그룹: W & JAS - 올해의 신인: 두번째 달, 소규모 아카시아 밴드 - 올해의 연주: Triologue - 공로상: 조용필 - 선정위원회 특별상: 연영석 - 올해의 레이블: 파스텔뮤직 | - 최우수 모던록 - 노래부문: 서울전자음악단 -〈꿈에 들어와〉 - 음반부문: 몽구스 - Dancing Zoo - 최우수 록 - 노래부문: 블랙홀 -〈삶〉 - 음반부문: 블랙홀 - Hero - 최우수 힙합 - 노래부문: 가리온 -〈무투(武鬪)〉 - 음반부문: 다이나믹 듀오 - Double Dynamite - 최우수 알앤비&소울 - 노래부문: 윈디시티 - "Love Supreme" - 음반부문: 윈디시티 - Love Record: Love, Power And Unity - 최우수 팝 - 노래부문: 루시드 폴 -〈오, 사랑〉 - 음반부문: W & JAS - Where the Story Ends - 최우수 재즈&크로스오버 - 노래부문: Triologue - "It Rain" - 음반부문: 두번째 달 -《두번째 달》 - 올해의 영화TV음악: 《친절한 금자씨 OST》 |

### 2007년 4회
| - 올해의 음반: 스왈로우 - Aresco - 올해의 노래: 이한철 -〈슈퍼스타〉 - 올해의 가수 - 남자솔로: 이지형 - 여자솔로: 박선주 - 그룹: 노브레인 - 올해의 신인: 머스탱스 - 올해의 연주: 서영도트리오 - 선정위원회 특별상: EBS 스페이스 공감 - 공로상: 정태춘 | - 최우수 록 - 노래부문: 스트라이커스 - "Turn Back Time" - 음반부문: 머스탱스 - The Mustangs - 최우수 모던록 - 노래부문: 롤러코스터 -〈유행가〉 - 음반부문: 스왈로우 - Aresco - 최우수 힙합 - 노래부문: 쿤타&뉴올리언스 - "Holding On(feat. Sean2slow)" - 음반부문: 더 콰이엇 - Q Train - 최우수 팝 - 노래부문: 이한철 -〈슈퍼스타〉 - 음반부문: 박선주 - A4rism - 최우수 댄스&일렉트로닉 - 노래부문: 페퍼톤스 - "Superfantastic" - 음반부문: 엄정화 - Prestige - 최우수 알앤비&소울 - 노래부문: 헤리티지 - "Starlight(feat. P-Type)" - 음반부문: 펑카프릭 부스터 - One - 최우수 재즈&크로스오버 - 노래부문: 배장은트리오 - "Secret Place" - 음반부문: 서영도트리오 - Circle - 올해의 영화TV음악: 《라디오 스타 OST》 |

### 2008년 5회
| - 올해의 음반: 이적 -《나무로 만든 노래》 - 올해의 노래: 이적 -〈다행이다〉 - 올해의 음악인: 이승열 - 올해의 신인: 윤하 - 올해의 연주: 예산족 - 록: 노브레인 - 모던록: 넬 - 힙합: 에픽하이 - 팝: 윤하 - 댄스&일렉트로닉: 빅뱅 - 알앤비&소울: 브라운 아이드 소울 - 재즈&크로스오버: 나윤선 - 선정위원회 특별상: 《빵 컴필레이션 3: History Of Bbang》 - 공로상: 신중현 | - 최우수 록 - 노래부문: 마리서사 -〈너 없인 행복할 수 없잖아〉 - 음반부문: 할로우 잰 - Rough Draft In Progress - 최우수 모던록 - 노래부문: 이승열 -〈아도나이〉 - 음반부문: 못 -《이상한 계절》, 허클베리 핀 -《환상...나의 환멸》(공동 수상) - 최우수 힙합 - 노래부문: 드렁큰 타이거 - "8:45 Heaven" - 음반부문: 에픽하이 - Remapping the Human Soul - 최우수 팝 - 노래부문: 이적 -〈다행이다〉 - 음반부문: 이적 -《나무로 만든 노래》 - 최우수 댄스&일렉트로닉 - 노래부문: 원더걸스 - "Tell Me" - 음반부문: 하우스룰즈 - Mojito - 최우수 알앤비&소울 - 노래부문: 윤미래(T) - "What's Up! Mr. Good Stuff" - 음반부문: 윤미래(T) - Yoonmirae - 최우수 재즈&크로스오버 - 노래부문: 웅산 - "Yesterday" - 음반부문: 웅산 - Yesterday - 올해의 영화TV음악: 《케세라세라 OST》 |

### 2009년 6회
| - 올해의 음반: 언니네 이발관 -《가장 보통의 존재》 - 올해의 노래: 장기하와 얼굴들 -〈싸구려 커피〉 - 올해의 음악인: 토이 - 올해의 신인: 로로스 - 남자 아티스트: 장기하와 얼굴들 - 여자 아티스트: 윤하 - 그룹: 원더걸스 - 팝: 윤하 - 공로상: 산울림 | - 최우수 록 - 노래부문: 장기하와 얼굴들 -〈싸구려 커피〉 - 음반부문: 갤럭시 익스프레스 - Noise On Fire - 최우수 모던록 - 노래부문: 언니네 이발관 -〈아름다운 것〉 - 음반부문: 언니네 이발관 -《가장 보통의 존재》 - 최우수 힙합 - 노래부문: 다이나믹 듀오 -〈어머니의 된장국〉 - 음반부문: 버벌진트 -《누명》 - 최우수 팝 - 노래부문: 토이 -〈뜨거운 안녕〉 - 음반부문: 김동률 - Monologue - 최우수 댄스&일렉트로닉 - 노래부문: W&JAS - "R.P.G Shine" - 음반부문: W&JAS - Hardboiled - 최우수 알앤비&소울 - 노래부문: 태양 -〈나만 바라봐〉 - 음반부문: 태양 - Hot - 최우수 재즈&크로스오버(재즈) - 음반부문: 나윤선 - Voyage - 최우수 재즈&크로스오버(크로스오버) - 음반부문: 미연&박재천 - Dreams From The Ancestor - 올해의 영화TV음악: 《차마고도 OST》 |

### 2010년 7회
| - 올해의 음반: 서울전자음악단 - Life Is Strange - 올해의 노래: 소녀시대 - "Gee" - 올해의 음악인: 서울전자음악단 - 올해의 신인: 국카스텐, 아폴로18 - 남자 아티스트: 정엽 - 여자 아티스트: 백지영 - 그룹: 소녀시대 - 공로상: 조동진 | - 최우수 록 - 노래부문: 국카스텐 -〈거울〉 - 음반부문: 서울전자음악단 - Life Is Strange - 최우수 모던록 - 노래부문: 브로콜리너마저 -〈보편적인 노래〉 - 음반부문: 검정치마 -《201》 - 최우수 힙합 - 노래부문: 산이 - "Rap Genius" - 음반부문: 드렁큰 타이거 - Feel gHood Muzik: The 8th Wonder - 최우수 팝 - 노래부문: 이소라 - "Track8" - 음반부문: 이소라 -《7집》 - 최우수 댄스&일렉트로닉 - 노래부문: 브라운 아이드 걸스 - "Abracadabra" - 음반부문: 브라운 아이드 걸스 - Sound G. - 최우수 알앤비&소울 - 노래부문: 정엽 - "You Are My Lady" - 음반부문: 라디 - Real Collabo - 최우수 재즈&크로스오버(재즈) - 음반부문: 송영주 - Love Never Fails - 최우수 재즈&크로스오버(크로스오버) - 음반부문: 박주원 -《집시의 시간》 - 최우수 재즈&크로스오버(연주) - 음반부문: 김책 & 정재일 - The Methodologies - 올해의 영화TV음악: 《마더 OST》 |

### 2011년 8회
| - 올해의 음반: 가리온 -《가리온 2》 - 올해의 노래: 뜨거운 감자 -〈고백〉 - 올해의 음악인: 갤럭시 익스프레스 - 올해의 신인: 게이트 플라워즈 - 남자 아티스트: 태양 - 여자 아티스트: 김윤아 - 그룹: f(x) - 선정위원회 특별상: 슈퍼세션 - 공로상: 손석우 | - 최우수 록 - 노래부문: 게이트 플라워즈 -〈예비역〉 - 음반부문: 크래쉬 - The Paragon of Animals - 최우수 모던록 - 노래부문: 브로콜리 너마저 -〈졸업〉 - 음반부문: 9와 숫자들 -《9와 숫자들》 - 최우수 힙합 - 노래부문: 가리온 -〈영순위 (feat.넋업샨)〉 - 음반부문: 가리온 -《가리온 2》 - 최우수 팝 - 노래부문: 10cm -〈오늘밤은 어둠이 무서워요〉 - 음반부문: 조규찬 -《9》 - 최우수 댄스&일렉트로닉 - 노래부문: 미쓰에이 - "Bad Girl Good Girl" - 음반부문: 2NE1 - To Anyone - 최우수 알앤비&소울 - 노래부문: 디즈 - "Sugar" - 음반부문: 진보 - Afterwork - 최우수 재즈&크로스오버(재즈) - 음반부문: 나윤선 - Same Girl - 최우수 재즈&크로스오버(크로스오버) - 음반부문: 라 벤타나 - Nostalgia and the Delicate Woman - 최우수 재즈&크로스오버(연주) - 음반부문: 이판근 프로젝트 - A Rhapsoy In Cold Age - 올해의 영화TV 음악: 《브라보, 재즈 라이프 OST》 |

### 2012년 9회
| - 올해의 음반: 장기하와 얼굴들 -《장기하와 얼굴들》 - 올해의 노래: 아이유 -〈좋은 날〉 - 올해의 음악인: 장기하와 얼굴들 - 올해의 신인: 바이바이배드맨 - 남자 아티스트: 버벌진트 - 여자 아티스트: 아이유 - 그룹: 인피니트 - 선정위원회 특별상: 콜트·콜텍 노동자&다큐멘터리 영화《꿈의 공장》 - 공로상: 이판근 | - 최우수 록 - 노래부문: 장기하와 얼굴들 -〈그렇고 그런 사이〉 - 음반부문: 장기하와 얼굴들 -《장기하와 얼굴들》 - 최우수 모던록 - 노래부문: 이승열 -〈돌아오지 않아〉 - 음반부문: 이승열 - Why We Fail - 최우수 팝 - 노래부문: 아이유 -〈좋은 날〉 - 음반부문: 야광토끼 - Seoulight - 최우수 댄스&일렉트로닉 - 노래부문: 2NE1 -〈내가 제일 잘 나가〉 - 음반부문: 이디오테잎 -《11111101》 - 최우수 랩&힙합 - 노래부문: MC 메타와 DJ 렉스 -〈무까끼하이〉 - 음반부문: 시모&무드슐라 - Simo&Mood Schula - 최우수 알앤비&소울 - 노래부문: 정기고 - "Blind" - 음반부문: 보니 -《1990》 - 최우수 영화TV음악 - 음반부문: 《만추 OST》 - 최우수 재즈&크로스오버(재즈) - 음반부문: 박근쌀롱 -《습관의 발견》 - 최우수 재즈&크로스오버(크로스오버) - 음반부문: 박주원 -《슬픔의 피에스타》 - 최우수 재즈&크로스오버(연주) - 음반부문: 송영주 - Tale of A City |

### 2013년 10회
| - 올해의 음반: 3호선 버터플라이 -《Dreamtalk》 - 올해의 노래: 싸이 -〈강남스타일〉 - 올해의 음악인: 싸이 - 올해의 신인: 404 - 남자 아티스트: 박재범 - 여자 아티스트: 박정현 - 그룹: 버스커버스커 - 선정위원회 특별상: 자라섬국제재즈페스티벌 - 공로상: 김민기 | - 최우수 록 - 노래부문: 정차식 -〈풍각쟁이〉 - 음반부문: 정차식 -《격동하는 현재사》 - 최우수 모던록 - 노래부문: 3호선 버터플라이 -〈헤어지는 날 바로 오늘〉 - 음반부문: 3호선 버터플라이 -《Dreamtalk》 - 최우수 팝 - 노래부문: 버스커버스커 -〈여수 밤바다〉 - 음반부문: 버스커버스커 -《버스커버스커》 - 최우수 댄스&일렉트로닉 - 노래부문: f(x) -〈Electric Shock〉 - 음반부문: 글렌체크 -《Haute Couture》 - 최우수 랩&힙합 - 노래부문: 지드래곤 -〈One of a Kind〉 - 음반부문: 소리헤다 -《소리헤다2》 - 최우수 알앤비&소울 - 노래부문: 나얼 - <바람기억> - 음반부문: 나얼 -《Principle of my Soul》 - 최우수 영화TV음악 - 음반부문: 《범죄와의 전쟁: 나쁜놈들 전성시대 OST》 - 최우수 재즈&크로스오버(재즈) - 음반부문: 이원술 -《Point of Contact》 - 최우수 재즈&크로스오버(크로스오버) - 음반부문: 잠비나이 -《차연(Differance)》 - 최우수 재즈&크로스오버(연주) - 음반부문: 강태환 - <소래화/素來花/Sorefa> |

### 2014년 11회
| - 올해의 음반: 윤영배 - 《위험한 세계》 - 올해의 노래: 조용필 - 〈Bounce〉 - 올해의 음악인: 선우정아 - 올해의 신인: 로큰롤 라디오 - 남자 아티스트: 지드래곤 - 여자 아티스트: 이하이 - 그룹: EXO - 선정위원회 특별상: 네이버 온스테이지 - 공로상: 박성연 | - 최우수 록 - 노래부문: 옐로우 몬스터즈 -〈Red Flag〉 - 음반부문: 옐로우 몬스터즈 -《Red Flag》 - 최우수 모던록 - 노래부문: 윤영배 - 〈위험한 세계〉 - 음반부문: 윤영배 - 《위험한 세계》 - 최우수 팝 - 노래부문: 조용필 - Bounce - 음반부문: 선우정아 - It's Okay, Dear - 최우수 댄스 & 일렉트로닉 - 노래부문: EXO - 〈으르렁 (Growl)〉 - 음반부문: 글렌체크 - YOUTH! - 최우수 랩&힙합 - 노래부문: 불한당 크루 - 〈불한당가(不汗黨歌)〉 - 음반부문: 팔로알토 - Chief Life - 최우수 알앤비&소울 - 노래부문: 진보 - 〈Fantasy〉 - 음반부문: 자이언티 - Red Light - 최우수 재즈&크로스오버(재즈) - 음반부문: 나윤선 - 《Lento》 - 최우수 재즈&크로스오버(크로스오버) - 음반부문: 살롱 드 오수경 - 《Salon de Tango》 - 최우수 재즈&크로스오버(연주) - 음반부문: 김오키 - 《Cherubim's Wrath》 |

### 2015년 12회
| - 올해의 음반: 로로스 - 《W.A.N.D.Y》 - 올해의 노래: 소유 X 정기고 - 〈썸 (Feat. Lil' Boi of Geeks)〉 - 올해의 음악인: 이승환 - 올해의 신인: 김사월X김해원 - 남자 아티스트: 박재범 - 여자 아티스트: 예은 - 그룹: 인피니트 - 선정위원회 특별상: 잠비나이 - 공로상: 송창식 | - 최우수 록 - 노래부문: 아시안 체어샷 (Asian Chairshot) - 〈해야〉 - 음반부문: 단편선과 선원들 - 《동물》 - 최우수 모던록 - 노래부문: 9와 숫자들 - 〈숨바꼭질〉 - 음반부문: 로로스 - 《W.A.N.D.Y》 - 최우수 포크 - 노래부문: 권나무 - 〈어릴 때〉 - 음반부문: 김사월X김해원 - 《비밀》 - 최우수 팝 - 노래부문: 소유 X 정기고 - 썸 (Feat. Lil' Boi of Geeks) - 음반부문: 악동뮤지션 - PLAY - 최우수 댄스 & 일렉트로닉 - 노래부문: 윤상 - 〈날 위로하려거든〉 - 음반부문: HEO - Structure - 최우수 랩&힙합 - 노래부문: 비프리 - 〈Hot Summer〉 - 음반부문: 화지 - eAT - 최우수 알앤비&소울 - 노래부문: 자이언티 - 〈양화대교〉 - 음반부문: 크러쉬 - Crush On You - 최우수 재즈&크로스오버(재즈) - 음반부문: 이선지 - 《The night of the border》 - 최우수 재즈&크로스오버(크로스오버) - 음반부문: 한승석 & 정재일 - 《바리abandoned》 - 최우수 재즈&크로스오버(연주) - 음반부문: 김창현 - 《망각[忘却]》 |

### 2016년 13회
| - 올해의 음반: 이센스 - 《The Anecdote》 - 올해의 노래: 빅뱅 - 〈BAE BAE〉 - 올해의 음악인: 딥플로우 - 올해의 신인: 혁오 - 남자 아티스트: 박진영 - 여자 아티스트: 아이유 - 그룹: 빅뱅 - 선정위원회 특별상: 박재천 - 공로상: 김희갑 | - 최우수 헤비니스 - 음반부문: 메써드 (Method) - 《Abstract》 - 최우수 록 - 노래부문: 로다운 30 (Lowdown 30) - 〈더 뜨겁게 (Feat. 김오키)〉 - 음반부문: 더 모노톤즈 (The Monotones) - 《Into The Night》 - 최우수 모던록 - 노래부문: 혁오 - 〈와리가리〉 - 음반부문: 칵스 - 《The New Normal》 - 최우수 포크 - 노래부문: 권나무 - 〈이천십사년사월〉 - 음반부문: 김사월 - 《수잔》 - 최우수 팝 - 노래부문: 빅뱅 - 〈Loser〉 - 음반부문: 하비 누아주 - 《청춘》 - 최우수 댄스 & 일렉트로닉 - 노래부문: Flash Flood Darlings - 〈별〉 - 음반부문: 트램폴린 - 《MARGINAL》 - 최우수 랩&힙합 - 노래부문: 딥플로우 - 〈작두 (Feat. 넉살, 허클베리 피〉 - 음반부문: 이센스 - 《The Anecdote》 - 최우수 알앤비&소울 - 노래부문: 딘 - 〈풀어 (Pour Up) (Feat. 지코)〉 - 음반부문: 서사무엘 (Samuel Seo) - FRAMEWORKS - 최우수 재즈&크로스오버(재즈) - 음반부문: 이부영(BuYoung Lee) - 《Little Star》 - 최우수 재즈&크로스오버(크로스오버) - 음반부문: The NEQ - 《PASSING OF ILLUSION》 - 최우수 재즈&크로스오버(연주) - 음반부문: 조응민 - 《Oriental Fairy Tale》 |

### 2017년 14회
| - 올해의 음반: 조동진 - 《나무가 되어》 - 올해의 노래: 볼빨간사춘기 - 〈우주를 줄게〉 - 올해의 음악인: 박재범 - 올해의 신인: 실리카겔 - 선정위원회 특별상: 윤민석, 젠트리피케이션 참여 음악인 - 공로상: 김홍탁 | - 최우수 메탈&하드코어 - 음반부문: 램넌츠 오브 더 폴른 - 《셰도우 워크》 - 최우수 록 - 노래부문: 전범선과 양반들 - 〈아래로부터의 혁명〉 - 음반부문: ABTB - 《어트랙션 비트윈 투 바디스》 - 최우수 모던록 - 노래부문: 9와 숫자들 - 〈앨리스의 섬〉 - 음반부문: 이상의 날개 - 《의식의 흐름》 - 최우수 포크 - 노래부문: 이랑 - 〈신의 놀이〉 - 음반부문: 이민휘 - 《빌린 입》 - 최우수 팝 - 노래부문: 원더걸스 - 〈Why So Lonely〉 - 음반부문: 조동진 - 《나무가 되어》 - 최우수 댄스 & 일렉트로닉 - 노래부문: 히치하이커 - 〈텐달러〉 - 음반부문: 키라라 - 《무브스》 - 최우수 랩&힙합 - 노래부문: 비와이 - 〈Forever〉 - 음반부문: 화지 - 《ZISSOU》 - 최우수 알앤비&소울 - 노래부문: 지바노프 - 〈삼선동 사거리〉 - 음반부문: 박재범 - EVERYTHING YOU WANTED - 최우수 재즈&크로스오버(재즈) - 음반부문: 두번째 달 - 《판소리 춘향가》 - 최우수 재즈&크로스오버(연주) - 음반부문: 블랙스트링 - 《마스크 댄스》 |

### 2018년 15회
| - 올해의 음반: 강태구 - 《강태구》 - 올해의 노래: 혁오 - 〈TOMBOY〉 - 올해의 음악인: 방탄소년단 - 올해의 신인: 새소년 - 공로상: 이장희 | - 최우수 메탈&하드코어 - 음반부문: 어비스 - 《Recrowned》 - 최우수 록 - 노래부문: 새소년 - 〈파도〉 - 음반부문: 로다운 30 - 《B》 - 최우수 모던록 - 노래부문: 혁오 - 〈TOMBOY〉 - 음반부문: 혁오 - 《23》 - 최우수 포크 - 노래부문: 강태구 - 〈그랑블루〉 - 음반부문: 강태구 - 《Blue》 - 최우수 팝 - 노래부문: 레드벨벳 - 〈빨간 맛 (Red Flavor)〉 - 음반부문: 아이유 - 《Palette》 - 최우수 댄스 & 일렉트로닉 - 노래부문: 이디오테잎 - 〈Dystopian〉 - 음반부문: 씨피카 - 《My Ego》 - 최우수 랩&힙합 - 노래부문: 우원재 - 〈시차〉 - 음반부문: 비앙X쿤디판다 - 《재건축》 - 최우수 알앤비&소울 - 노래부문: 리코 - 〈나무〉 - 음반부문: 히피는 집시였다 - Paradise - 최우수 재즈&크로스오버(재즈) - 음반부문: 이지연 - 《Feather, Dream Drop》 - 최우수 재즈&크로스오버(크로스오버) - 음반부문: 한승석&정재일 - 《끝내 바다에》 - 최우수 재즈&크로스오버(연주) - 음반부문: 황호규 쿼텟 - 《Straight, No Chaser》 |

### 2019년 16회
| - 올해의 음반: 장필순 - 《soony eight : 소길花》 - 올해의 노래: 방탄소년단 - 〈FAKE LOVE〉 - 올해의 음악인: 방탄소년단 - 올해의 신인: 애리 - 공로상: 양희은 | - 최우수 메탈&하드코어 - 음반부문: DARK MIRROR OV TRAGEDY - 《THE LORD OV SHADOWS》 - 최우수 록 - 노래부문: 라이프 앤 타임 - 〈잠수교〉 - 음반부문: 라이프 앤 타임 - 《Age》 - 최우수 모던록 - 노래부문: 세이수미 - 〈Old Town〉 - 음반부문: 세이수미 - 《Where We Were Together》 - 최우수 포크 - 노래부문: 김사월 - 〈누군가에게〉 - 음반부문: 김사월 - 《로맨스》 - 최우수 팝 - 노래부문: 방탄소년단 - 〈FAKE LOVE〉 - 음반부문: 장필순 - 《soony eight : 소길花》 - 최우수 댄스 & 일렉트로닉 - 노래부문: 예서 (YESEO) - 〈Honey, Don’t Kill My Vibe〉 - 음반부문: 공중도둑 - 《무너지기》 - 최우수 랩&힙합 - 노래부문: XXX - 〈간주곡〉 - 음반부문: 뱃사공 - 《탕아》 - 최우수 알앤비&소울 - 노래부문: 수민 (Feat. Xin Seha) - 〈너네 집〉 - 음반부문: Jclef - 《flaw, flaw》 - 최우수 재즈&크로스오버(재즈) - 음반부문: 이선지 - 《SONG OF APRIL》 - 최우수 재즈&크로스오버(크로스오버) - 음반부문: near east quartet - 《near east quartet》 - 최우수 재즈&크로스오버(최우수 연주) - 음반부문: 송영주 - 《Late Fall》 |

### 2020년 17회
| - 올해의 음반: 백예린 - 《Our love is great》 - 올해의 노래: 잔나비 - 〈주저하는 연인들을 위해〉 - 올해의 음악인: 김오키 - 올해의 신인: 소금 - 공로상: 김수철 | - 최우수 메탈&하드코어 - 음반부문: 메써드 - 《Definition of Method》 - 최우수 록 - 노래부문: 잠비나이 - 〈온다 (ONDA)〉 - 음반부문: 잠비나이 - 《온다 (ONDA)》 - 최우수 모던록 - 노래부문: 잔나비 - 〈주저하는 연인들을 위해〉 - 음반부문: 검정치마 - 《THIRSTY》 - 최우수 포크 - 노래부문: 천용성 - 〈대설주의보〉 - 음반부문: 천용성 - 《김일성이 죽던 해》 - 최우수 팝 - 노래부문: 백예린 - 〈그건 아마 우리의 잘못은 아닐 거야〉 - 음반부문: 백예린 - 《Our love is great》 - 최우수 댄스 & 일렉트로닉 - 노래부문: LIM KIM - 〈SAL-KI〉 - 음반부문: LIM KIM - 《GENERASIAN》 - 최우수 랩&힙합 - 노래부문: E SENS - 〈그XX아들같이〉 - 음반부문: C JAMM - 《킁》 - 최우수 알앤비&소울 - 노래부문: Jclef - 〈mama, see〉 - 음반부문: 서사무엘 - 《The Misfit》 - 최우수 재즈&크로스오버(재즈) - 음반부문: 김오키 - 《스피릿 선발대》 - 최우수 재즈&크로스오버(크로스오버) - 음반부문: 블랙스트링 - 《Karma》 - 최우수 재즈&크로스오버(최우수 연주) - 음반부문: 배장은 리버레이션 아말가메이션 - 《JB Liberation Amalgamation》 |

### 2021년 18회
| - 올해의 음반: 정밀아 - 《청파소나타》 - 올해의 노래: 방탄소년단 - 〈Dynamite〉 - 올해의 음악인: 이날치 - 올해의 신인: 김뜻돌 - 공로상: 들국화 | - 최우수 메탈&하드코어 - 음반부문: 램넌츠 오브 더 폴른 - 《All the Wounded and Broken》 - 최우수 록 - 노래부문: ABTB - 〈daydream〉 - 음반부문: ABTB - 《daydream》 - 최우수 모던록 - 노래부문: 이날치 - 〈범 내려온다〉 - 음반부문: 조동익 - 《푸른 베개》 - 최우수 포크 - 노래부문: 정밀아 - 〈서울역에서 출발〉 - 음반부문: 정밀아 - 《청파소나타》 - 최우수 팝 - 노래부문: 방탄소년단 - 〈Dynamite〉 - 음반부문: 백예린 - 《Every letter I sent you.》 - 최우수 댄스 & 일렉트로닉 - 노래부문: 아슬 - 〈Bye Bye Summer〉 - 음반부문: 모과 - 《Open Mind》 - 최우수 랩&힙합 - 노래부문: 스월비 - 〈Mama Lisa〉 - 음반부문: Khundi Panda - 《가로사옥》 - 최우수 알앤비&소울 - 노래부문: 추다혜차지스 - 〈리츄얼댄스〉 - 음반부문: 선우정아 - 《Serenade》 - 최우수 재즈&크로스오버(재즈) - 음반부문: 말로 - 《송창식 송북》 - 최우수 재즈&크로스오버(크로스오버) - 음반부문: 이날치 - 《수궁가》 - 최우수 재즈&크로스오버(최우수 연주) - 음반부문: 서수진 - 《COLORIST》 |

### 2022년 19회
| - 올해의 음반: - 이랑 - 《늑대가 나타났다》 - 수상 - AKMU - 《NEXT EPISODE》 - 김현철 - 《City Breeze & Love Song》 - 아이유 - 《IU 5th Album 'LILAC'》 - 천용성 - 《수몰》 - 올해의 노래: - aespa - 〈Next Level〉 - 수상 - AKMU - 〈낙하 (with 아이유)〉 - 방탄소년단 - 〈Butter〉 - 이랑 - 〈늑대가 나타났다〉 - 이무진 - 〈신호등〉 - 올해의 음악인: - 방탄소년단 - 수상 - The Volunteers(더 발룬티어스) - 김현철 - 아이유 - 이랑 - 올해의 신인: - aespa - 수상 - HEAPAARY(해파리) - SINCE - STAYC - 이무진 - 공로상: 데블스 - 선정위원회 특별상: 한경록, 한국재즈수비대 | - 최우수 메탈&하드코어 - 음반부문: - AGNES - 《Hegenomy Shift》 - 수상 - AMBROXIAK - 《Detritus of Elysian Creation》 - 크럭스(CRUX) - 《Detritus of Elysian Creation》 - Hammering(해머링) - 《LIBERA ME》 - SLANT - 《1집》 - Spit on My Tomb - 《Necrosis》 - 최우수 록 - 노래부문: - 소음발광 - 〈춤〉 - 수상 - BADLAMB - 〈정오의 순간〉 - TRAP - 〈일각(一刻)〉 - 전파사(Zeonpasa) - 〈거짓말〉 - Wabi King(와비킹) - 〈Rock & Roll Night(Feat. 신영)〉 - 음반부문: - 소음발광 - 《기쁨, 꽃》 - 수상 - 아톰뮤직하트 - 《망명자 이즘》 - 팎(PAKK) - 《칠가살(七可煞)》 - TRAP - 《TRAP》 - 전파사(Zeonpasa) - 《억겁의 싸이-키》 - 최우수 모던록 - 노래부문: - 실리카겔(Silica Gel) - 〈Desert Eagle〉 - 수상 - The Volunteers(더 발룬티어스) - 〈Let me go!〉 - 검은잎들 - 〈책이여, 안녕!〉 - 김뜻돌 - 〈비 오는 거리에서 춤을 추자〉 - 이상의날개 - 〈스무살〉 - 음반부문: - 이상의날개 - 《희망과 절망의 경계》 - 수상 - The Volunteers(더 발룬티어스) - 《The Volunteers》 - 보수동쿨러 - 《모래》 - 양창근 - 《WAVE》 - 잔나비 - 《환상의 나라》 - 최우수 포크 - 노래부문: - 천용성 - 〈보리차 (Feat. 강말금)〉 - 수상 - 이랑 - 〈늑대가 나타났다〉 - 이랑 - 〈환란의 세대〉 - 이주영 - 〈눈이 내린다 (Feat. 이아립)〉 - 장필순 - 〈페트리코〉 - 음반부문: - 이랑 - 《늑대가 나타났다》 - 수상 - 이주영 - 《발라드》 - 장필순 - 《페트리코》 - 전호권 - 《코스모스》 - 천용성 - 《수몰》 - 최우수 팝 - 노래부문: - AKMU - 〈낙하 (with 아이유)〉 - 수상 - 아이유 - 〈라일락〉 - 웬디 - 〈When This Rain Stops〉 - 이무진 - 〈신호등〉 - 이승환 & 선우정아 - 〈어쩜〉 - 음반부문: - 아이유 - 《IU 5th Album 'LILAC'》 - 수상 - AKMU - 《NEXT EPISODE》 - 김현철 - 《City Breeze & Love Song》 - 이이언(eAeon) - 《Fragile》 - 정차식 - 《야간주행》 - 최우수 케이팝 - 노래부문: - aespa - 〈Next Level〉 - 수상 - STAYC - 〈ASAP〉 - 방탄소년단 - 〈Butter〉 - 위클리 - 〈After School〉 - 투모로우바이투게더 - 〈0X1=LOVESONG(I Know I Love You) (Feat. Seori)〉 - 음반부문: - 청하 - 《Querencia》 - 수상 - aespa - 《Savage - The 1st Mini Album》 - CL - 《ALPHA》 - Shinee(샤이니) - 《Atlantis - The 7th Album Repackage》 - 보아(BoA) - 《BETTER - The 10th Album》 - 최우수 일렉트로닉 - 노래부문: - HAEPAARY(해파리) - 〈경포대로 가서 (go to gpd and then)〉 - 수상 - KIRARA(키라라) - 〈HRT〉 - 도일도시 - 〈Forest Illumination〉 - 문선(MOONSUN) - 〈TOM : 貪〉 - 업체(eobchae) - 〈희망아기의 노래〉 - 음반부문: - HAEPAARY(해파리) - 《Born by Gorgeousness》 - 수상 - haihm - 《NOWHERE》 - NET GALA - 《신파 SHINPA》 - 이수호 - 《Monika》 - 조율(Joyul) - 《Earwitness》 - 최우수 랩&힙합 - 노래부문: - 창모 - 〈태지〉 - 수상 - BILL STAX - 〈420 Flow (Feat. lobonabeat!)〉 - Los - 〈Blue Lemonade (Feat. 화지)〉 - SINCE - 〈봄비 (Feat. Rakon)〉 - 던밀스(Don Mills) - 〈대박인생 (Feat. Northfacegawd, UNEDUCATED KID)〉 - 음반부문: - 최엘비(CHOILB) - 《독립음악》 - 수상 - Los - 《SKANDALOUZ》 - unofficialboyy & HAIFHAIF - 《그물,덫,발사대기,포획》 - 마일드비츠 - 《Fragment》 - 창모 - 《Underground Rockstar》 - 최우수 알앤비&소울 - 노래부문: - SUMIN, Slom - 〈곤란한 노래〉 - 수상 - hiko - 〈시간이 지나서 (Feat. 죠지)〉 - THAMA - 〈Blessed (Feat. GSoul)〉 - 유라(youra) - 〈미미(MIMI)〉 - 이하이 - 〈머리어깨무릎발 (Feat. 원슈타인)〉 - 음반부문: - THAMA - 《DON'T DIE COLORS》 - 수상 - Mind Combined - 《CIRCLE》 - sogumm - 《Precious》 - SUMIN, Slom - 《MINISERIES》 - 다운(Dvwn) - 《it's not your fault》 - 저드(jerd) - 《A.M.P.》 - 최우수 재즈 - 보컬 음반 부문: - 마리아킴 - 《With Strings: Dream of You》 - 수상 - 골든 스윙 밴드(Golden Swing Band) - 《Golden Rules》 - 김주환 - 《MY FUNNY VALENTINE : KIM JU HWAN SINGS RICHARD RODGERS SONGBOOK》 - 이부영 - 《Love, like a song》 - 한국재즈수비대 - 《우린 모두 재즈클럽에서 시작되었지》 - 연주 음반 부문: - Jihye Lee Orchestra(지혜리 오케스트라) - 《Daring Mind》 - 수상 - 남유선 - 《Things We Lost & Found》 - 신박서클 - 《유사과학》 - 이용석 - 《The New Old One》 - 이지연 - 《푸른꽃》 |

## 같이 보기
- 엠넷 아시안 뮤직 어워드
- 골든 디스크
- 멜론 뮤직 어워드
- 하이원 서울가요대상
- 가온차트 뮤직 어워즈
- 소리바다 베스트 케이뮤직 어워즈
- 아시아 아티스트 어워즈
- KPMA